# Тајмир
Тајмир (Тајмирско полуострво; рус. Таймыр, Таймырский полуостров) је полуострво у Русији на северу централног Сибира, и уједно најсевернији део континенталне Азије. На западу је ограничено Јенисејским заливом (Карско море), док је на истоку Залив Катанга (Лаптевско море). Административно припада Краснојарском крају.

## Географија
Полуострво Тајмир лежи између Јенисејског залива Карског мора и Хатаншког залива Лаптевског мора.
Језеро Тајмир и Бираншке планине налазе се унутар огромног Тајмирског полуострва.
Рт Чељускин, најсевернија тачка Афроевроазијског континента, налази се на северном крају полуострва Тајмир.

### Флора и фауна
На северу Сибира биљни и животињски свет има само два месеца погодна за репродукцију. Сваког лета поноћно сунце помаже раст великог броја врста. Ирваси мигрирају у овај крај и мешају се са поларним медведима и фокама. Миграторне птице из Европе, Африке и Азије на Тајмиру формирају највеће станиште дивљих птица на свету.

## Популација
Ненети, такође познати као Самоједи, су аутохтони народ у северној арктичкој Русији, а неки живе на полуострву Тајмир.
Народ Нганасан је аутохтони самоједски народ који насељава централни Сибир, укључујући полуострво Тајмир. У Руској Федерацији су признати као један од аутохтоних народа руског севера. Они живе првенствено у насељима Уст-Авам, Волачанка и Новаја у Тајмирском Долгано-Ненецком округу Краснојарског краја, са мањим бројем становника у градовима Дудинка и Норилск. Изолована локација народа Нганасан омогућила им је да одржавају шаманистичке праксе чак иу 20. веку.

## Привреда
Руска рударска компанија Нориљски никељ се у овом подручју бави експлоатацијом руде никла и њеном прерадом у граду Нориљск. Никл се даље транспортује до луке Дудинка на реци Јенисеј, а одатле бродовима до Мурманска и других лука. 

## Екологија
- Рт Чељускин, најсевернија тачка руског и афроевроазијског копна; 77°43’22’’N, 104°15’13’’E
- Тајмирски пејзаж
- Мошусно говече, арктички сисар из породице Bovidae, успешно је поново уведен у регион полуострва Тајмир 1975.

Полуострво је место последњег познатог природног мошусног говечета изван Северне Америке, које је изумроло пре око 2.000 година. Успешно су поново уведени 1975. године. Популација је порасла на 2.500 животиња у 2002. години и на 6.500 у 2010. години.
Једна студија из 2021. открила је на бази еДНК да су вунасти мамути преживели на полуострву Тајмир до пре 3.900 до 4.100 година, отприлике истовремено са Врангеловом популацијом. Полуострво Тајмир, са својим сушнијим стаништем, можда је служило као уточиште за мамутске степе, подржавајући мамуте и друге широко распрострањене сисаре из леденог доба, као што су дивљи коњи (Equus sp.).

## Клима
Обале полуострва Тајмир су замрзнуте током већиг дела године, у просеку између септембра и јуна. Летња сезона је кратка, посебно на обали Лаптевског мора на североистоку. Клима у унутрашњости полуострва је континентална – клима тундре (ET). Зиме су оштре, са честим мећавама и екстремно ниским температурама. Следећи подаци за рт Чељускин дају индикацију временских прилика у северном делу полуострва.
| Клима рта Чељускина           | Клима рта Чељускина | Клима рта Чељускина | Клима рта Чељускина | Клима рта Чељускина | Клима рта Чељускина | Клима рта Чељускина | Клима рта Чељускина | Клима рта Чељускина | Клима рта Чељускина | Клима рта Чељускина | Клима рта Чељускина | Клима рта Чељускина | Клима рта Чељускина |
| Показатељ \ Месец             | .Јан.               | .Феб.               | .Мар.               | .Апр.               | .Мај.               | .Јун.               | .Јул.               | .Авг.               | .Сеп.               | .Окт.               | .Нов.               | .Дец.               | .Год.               |
| ----------------------------- | ------------------- | ------------------- | ------------------- | ------------------- | ------------------- | ------------------- | ------------------- | ------------------- | ------------------- | ------------------- | ------------------- | ------------------- | ------------------- |
| Максимум, °C (°F)             | −26 (−15)           | −26 (−15)           | −24 (−11)           | −16 (3)             | −8 (18)             | 1 (34)              | 5 (41)              | 4 (39)              | 0 (32)              | −10 (14)            | −19 (−2)            | −22 (−8)            | −11,7 (10,8)        |
| Минимум, °C (°F)              | −33 (−27)           | −33 (−27)           | −33 (−27)           | −26 (−15)           | −15 (5)             | −5 (23)             | −3 (27)             | −3 (27)             | −5 (23)             | −16 (3)             | −26 (−15)           | −30 (−22)           | −19 (−2,1)          |
| Количина падавина, mm (in)    | 8 (0,31)            | 9 (0,35)            | 9 (0,35)            | 8 (0,31)            | 9 (0,35)            | 18 (0,71)           | 21 (0,83)           | 22 (0,87)           | 22 (0,87)           | 15 (0,59)           | 9 (0,35)            | 11 (0,43)           | 201 (7,91)          |
| Дани са падавинама            | 15                  | 15                  | 14                  | 12                  | 11                  | 12                  | 11                  | 12                  | 15                  | 16                  | 13                  | 16                  | 162                 |
| Сунчани сати — месечни просек | 0                   | 0                   | 124                 | 270                 | 217                 | 150                 | 186                 | 124                 | 62                  | 0                   | 0                   | 0                   | 1.133               |
| Извор: World Climate Guide    |                     |                     |                     |                     |                     |                     |                     |                     |                     |                     |                     |                     |                     |